# Блок Браћа Марић
Блок Браћа Марић је један од стамбених блокова у београдском насељу Крњача, које се налази на територији општине Палилула.
Блок се налази источно од Панчевачког моста. Граничи се са Панчевачким путем на северу, који га уједно и дели од блока Бранкo Момиров на западу, и блоковима Грга Андријановић и Зага Маливук на северу. На западу се граничи са насељем Рева, док се на југу простире до насипа на Дунаву.
Блок Браћа Марић је потпуно стамбено насеље, у којем се још налази и бензинска пумпа и мотел дуж Панчевачког пута. Иако се простире на скоро 2  и са популацијом од 5.000 становника, овај блок највеће појединачно насеље у Крњачи (чини скоро трећину становништва). Чак и као такво, познато је по томе што нема никакву социјалну инфраструктуру (амбуланту, пошту, школу, обданиште, итд).